# أنسيس كاوبينز
أنسيس كاوبينز (2 نوفمبر 1895 - 6 مايو 1927) كان لص من لاتفيا وقاتل متسلسل. ربما يكون أشهر مجرم لاتفي في فترة ما بين الحربين. ولد كوبين عام 1895 وتعمد في أبرشية بلاتون. في عام 1916 بدأ الخدمة في الجيش الإمبراطوري الروسي، وبعد ذلك في فوج البندقية اللاتفي التاسع برتبة رقيب، ولكن في عام 1919 أو 1920 هاجر وعاد للعيش في لاتفيا. ارتكب أول سرقة له في 29 يناير 1920 والأخيرة في 29 مايو 1926. خلال هذه الفترة تم ارتكاب أكثر من 30 عملية سطو و19 جريمة قتل. في هذه الأثناء عمل كاوبينز شماعات ورق في جيلجافا خلال النهار. حتى أنه كان قادرًا على إيقاف وسرقة قطار ركاب (في 27 سبتمبر 1923 بين فيسيتي و داودزيفا، لكنه سرق في الغالب على الطرق السريعة. اعتقل في 8 يونيو 1926 وحُكم عليه بالإعدام، وأُعدم كاوبينز شنقًا في 6 مايو 1927. ودُفن في أبرشية سفيت.